# Edward Dunbar
Edward "Eddie" Dunbar (Banteer, Comtat de Cork, 1 de setembre de 1996) és un ciclista irlandès, professional des del 2016 i actualment a l'equip Team Jayco AlUla. En el seu palmarès destaca la Setmana Internacional de Coppi i Bartali i la Volta a Hongria del 2022.

## Palmarès
- 2014
  - 1r a la Volta al País de Gal·les júnior i vencedor de 2 etapes
- 2015
  -  Campió d'Irlanda sub-23 en ruta
- 2016
  -  Campió d'Irlanda sub-23 en contrarellotge
  - Vencedor d'una etapa a l'An Post Rás
- 2017
  - 1r al Tour de Flandes sub-23
- 2022
  - 1r a la Setmana Internacional de Coppi i Bartali
  - 1r a la Volta a Hongria
- 2024
  -  Campió d'Irlanda en contrarellotge
  - Vencedor de dues etapes a la Volta a Espanya

### Resultats al Giro d'Itàlia
- 2019. 22è de la classificació general
- 2023. 7è de la classificació general

### Resultats a la Volta a Espanya
- 2023. Abandona (5a etapa)